# جون تشايلز
جون تشايلز (بالإنجليزية: John Chiles)‏ هو لاعب كرة قدم كندية أمريكي، ولد في 9 أكتوبر 1988 في دالاس في الولايات المتحدة.

## وصلات خارجية
- جون تشايلز على موقع مرجع كرة القدم المحترفة.كوم (الإنجليزية)